# Norborne (Missouri)
Pour les articles homonymes, voir Norborne.
Norborne est une ville du comté de Carroll, dans le Missouri, aux États-Unis,. Située au sud-ouest du comté, elle est créée en 1868 et incorporée en 1874.

## Démographie
Lors du recensement de 2010, la ville comptait une population de 708 habitants. Elle est estimée, en 2016, à 672 habitants.

## Personnalités
- Pauline Gracia Beery Mack (1891-1974), chimiste, économiste domestique et administratrice d'université, est née à Norborne.